# Wenden (Braunschweig)
Wenden ist ein Stadtteil im Norden von Braunschweig. Er gehört seit November 2021 zum Stadtbezirk 322 – Nördliche Schunter-/Okeraue.

## Lage
Wenden liegt am westlichen Ufer der Schunter, die bei Wendebrück von dem historischen Nord-Süd-Fernhandelsweg der Bundesstraße 4 überquert wird. Diese wurde später als Umgehungsstraße östlich des Ortskerns verlegt. Von Osten mündet der Beberbach auf Höhe eines großen Möbelhauses in den Fluss, dessen Aue noch heute eine natürliche Siedlungsgrenze darstellt.
Der seit den 1920er Jahren gestochene Mittellandkanal verläuft nordwestlich des Orts und trennt ihn zusätzlich zur Schunter von den Nachbarstadtteilen Thune und Harxbüttel. Die südlich gelegene Bundesautobahn 2 bildet eine weitere Siedlungsgrenze zum Nachbarort Rühme. Die dort entstandene Erweiterung von Wenden wird als Autobahnsiedlung bezeichnet und umfasst nur eine einzige Straße: An der Autobahn. Der Ausbau der A 391 erfolgte nahe der Bundesstraße und quert die Schunter bereits im südlichen Siedlungsbereich. Das jenseits der Schunter gelegene Bienrode ist seitdem über einen Durchlass durch den Autobahndamm erreichbar.
Der Nachbarort Bechtsbüttel, mit dem Wenden einen gemeinsamen Bahnhof hatte, liegt im Osten und gehört bereits zur Gemeinde Meine (Landkreis Gifhorn).

## Geschichte
Archäologische Grabungen und die dazugehörigen Funde von zahlreichen Werkzeugen aus Feuerstein zeugen von einer frühzeitigen Besiedlung des Gebietes bereits vor ungefähr 10.000 Jahren.
Im Jahre 1031 wird die Siedlung erstmals als „Guinitthun“ urkundlich erwähnt. Zu dieser Zeit wurde häufig die Schreibweise ‘Gu’ anstelle des ‘W’ benutzt. Dem nach diesem Ort benannten Geschlecht derer „von Wenden“ gehörte auch Ludolf von Wenden an, der als Ministeriale Heinrichs des Löwen im Jahre 1143/44 das Kloster in Riddagshausen stiftete.
Die Burg des Geschlechts von Wenden wurde 1191/92 erstmals erwähnt, als sie durch den Sohn Heinrichs des Löwen, dem Pfalzgrafen Heinrich, erobert und zerstört wurde. Auf die Burg hatte sich der im Streit von Heinrich dem Löwen abgefallene, braunschweigische Vogt Ludolf zurückgezogen. Bei der Teilung des Herzogtums Braunschweig 1267/69 kam die Burg Wenden an das Fürstentum Lüneburg. Nachdem die Burg verschiedentlich verpfändet und verlehnt wurde, übereignete Herzog Wilhelm I. von Braunschweig-Wolfenbüttel sie 1418 dem Kloster Riddagshausen, worauf sie aufgegeben wurde.

## Wappen

### Wappen
| Wappen von Wenden | Blasonierung: „Gespalten von Schwarz und Silber, zwei Sparren in verwechselten Farben.“ |
| Wappen von Wenden | Wappenbegründung: Wenden wird erstmalig 1031 in der Schreibweise „Guinitthun“ erwähnt; die Schreibweise „gu“ war damals für den Buchstaben „w“ üblich. Nach dem Ort benannte sich das überörtlich bedeutende welfische Dienstmannengeschlecht, dem auch Ludolf von Wenden angehörte, der 1145 das Kloster Riddagshausen stiftete. Die Gemeinde hat das Wappen der Familie, das zwei Sparren im ungeteilten Schild enthielt, wiederbelebt und durch eine Spaltung abgewandelt. Das Wappen wurde vom Heraldiker Wilhelm Krieg gestaltet, am 14. Juni 1968 vom Gemeinderat beschlossen und am 7. November 1968 durch den braunschweigischen Verwaltungspräsidenten genehmigt. |

## Infrastruktur
Wenden ist durch Busse und Straßenbahnen der Braunschweiger Verkehrs-GmbH an den ÖPNV angeschlossen.
Der Betriebsbahnhof Wenden-Bechtsbüttel liegt an der Bahnstrecke Braunschweig–Wieren. Hier können Züge kreuzen.
Schulen
Der Ort verfügt über eine Grundschule und über das Lessinggymnasium, das auch von Schülern aus dem Landkreis Gifhorn besucht wird.
Unternehmen
Die Perschmann Gruppe ist eine im Jahre 1866 von Heinrich Perschmann gegründete Eisen-, Stahl-, Messingwaren- und Werkzeughandlung. Weitere Firmen sind das Möbelhaus XXXLutz mit seinem ausgedehnten Verkaufsgelände beidseitig der Schunteraue und der Honigvertrieb Fürsten-Reform unmittelbar am Westufer der Schunter.

## Bildergalerie

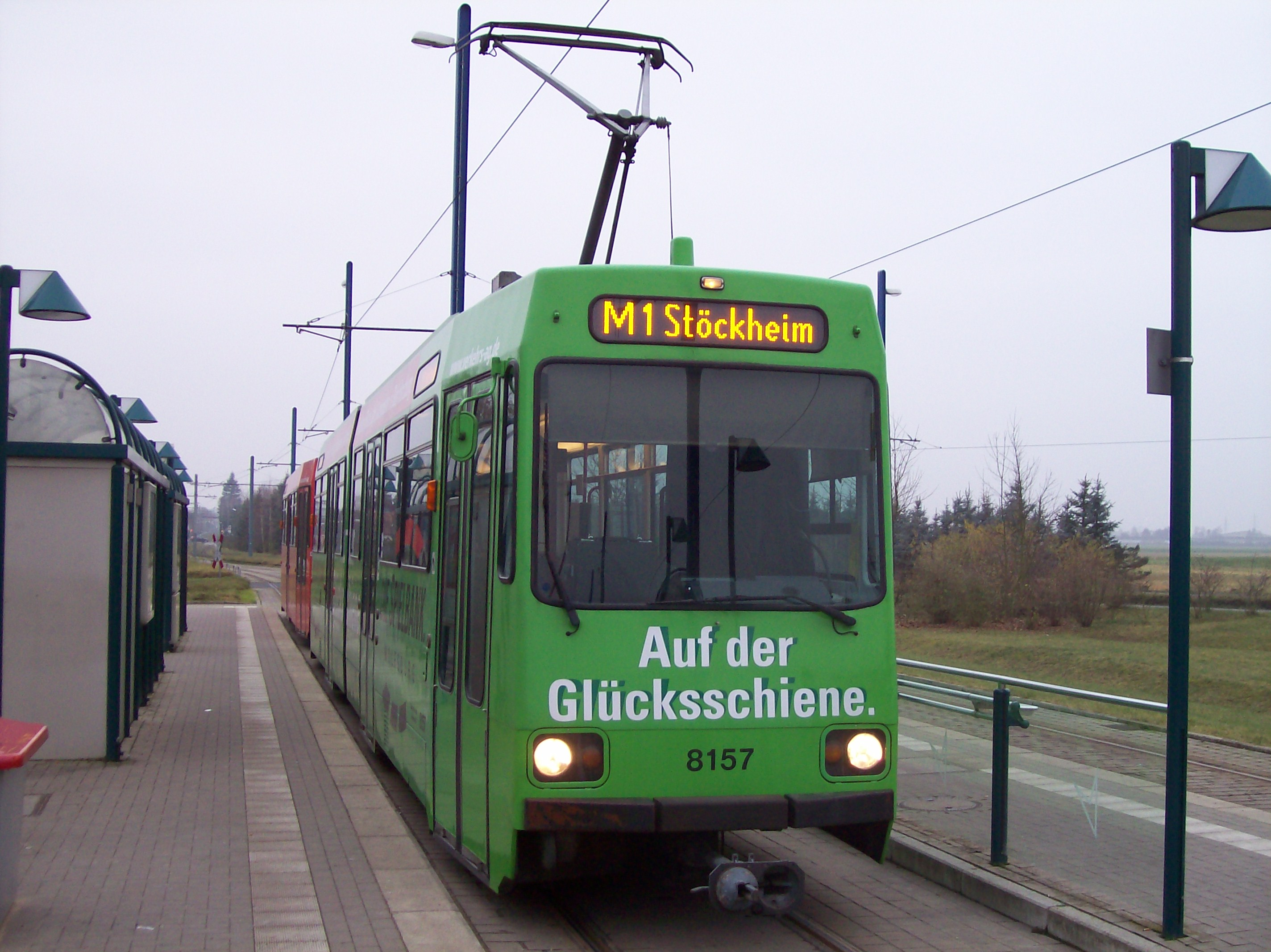
Straßenbahn – Wenden-Heideblick
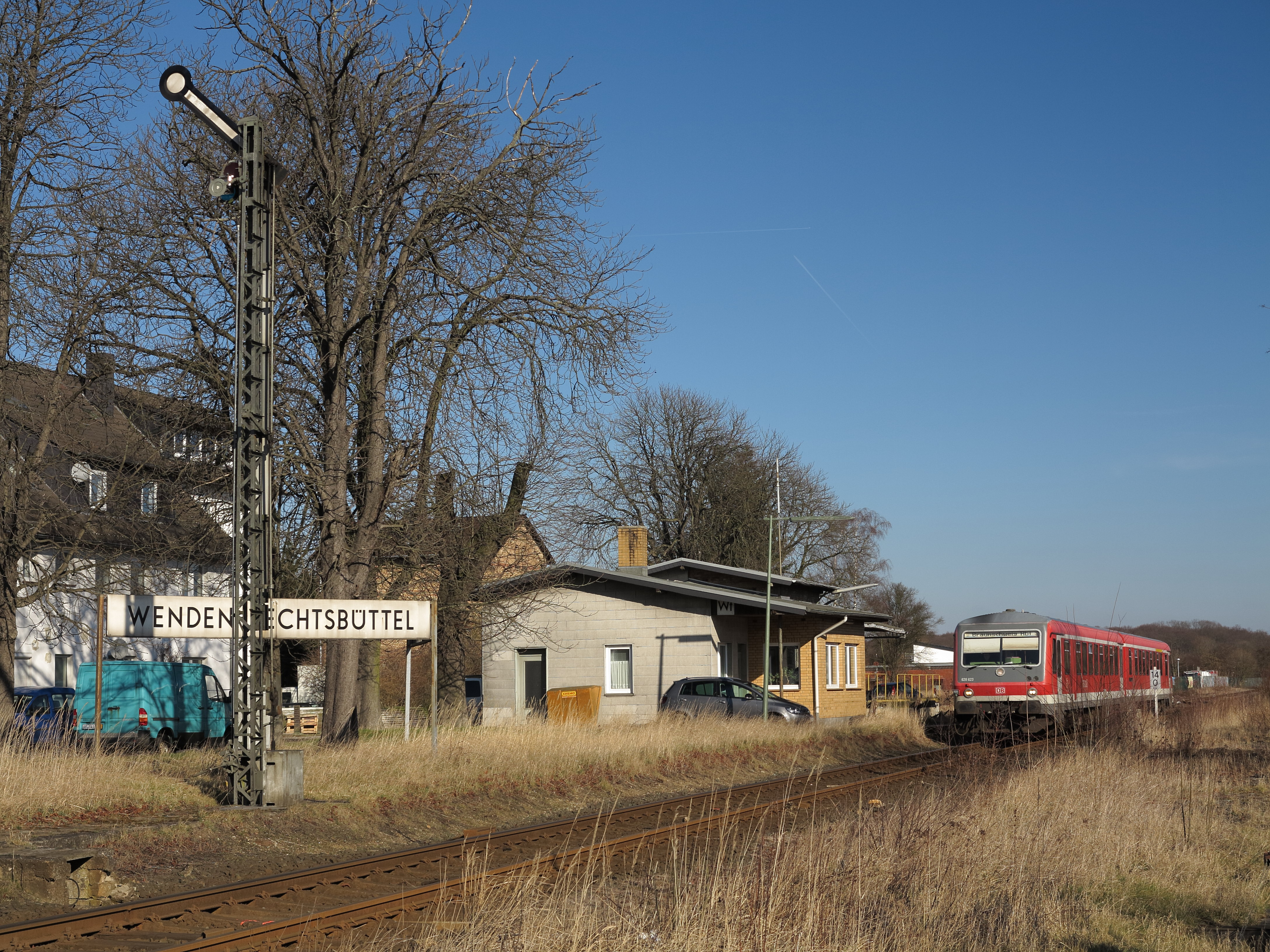
Betriebsbahnhof „Wenden-Bechtsbüttel“
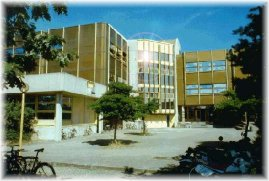
Lessinggymnasium – Schulgebäude